# Sapar Isakov
Sapar Jumakadyrovich Isakov (Em Quirguiz: Сапар Жумакадырович (Жумакадыр уулу) Исаков, Sapar Jumaqadıroviç (Jumaqadır uulu) İsaqov, nasceu em 29 de julho de 1977) é um político Quirguis que foi primeiro ministro de 26 de agosto de 2017 a 19 de abril de 2018. Anteriormente, ele era chefe de gabinete do presidente Almazbek Atambaiev.